# Sorelle Pedruco
Le sorelle Pedruco è una famiglia di quattro sorelle che hanno partecipato al concorso di bellezza Miss Mondo in rappresentanza di Macao. Si tratta del primo, ed al 2011 l'unico caso nella storia in cui quattro membri della stessa famiglia si sono classificati ad uno stesso concorso di bellezza internazionale, seppure in anni differenti. Tre di loro inoltre hanno anche partecipato a Miss Chinese International.
Le quattro sorelle sono, dalla più grande alla più giovane: Guilhermina Madeira da Silva Pedruco (concorrente a Miss Mondo 1989), Geraldina Madeira da Silva Pedruco (concorrente a Miss Mondo 1995), Isabela Madeira da Silva Pedruco (concorrente a Miss Mondo 1993) e Guiomar Madeira da Silva Pedruco (concorrente a Miss Mondo 1996). Tutte e quattro hanno gareggiato con il titolo di Miss Macao. Quella ad aver ottenuto il miglior risultato è stata Guilhermina Madeira da Silva Pedruco che si classificò al terzo posto di Miss Chinese International-